# ライヴ・イン・ジャパン (ベイ・シティ・ローラーズのアルバム)
『ライヴ・イン・ジャパン』Live in Japan）は、1983年7月18日に行われた日本武道館でのベイ・シティ・ローラーズのコンサートを収録したライブ・アルバム。

## 解説
1982年に全盛期メンバー（レスリー・マッコーエン、エリック・フォークナー、デレク・ロングミュアー、スチュアート・"ウッディ"・ウッド、アラン・ロングミュアー）で再結成し来日公演を行い、1983年にはイアン・ミッチェル、パット・マッグリンも復帰して来日公演を行った。

## 収録曲

### Side One
1. ベイ・シティ・ローラーズのテーマ "Shang-A-Lang"
  - 『エジンバラの騎士』に収録
2. 太陽の中の恋 "Summerlove Sensation"
  - 『エジンバラの騎士』に収録
3. 想い出に口づけ "Remember (Sha-La-La)"
  - 『エジンバラの騎士』に収録
4. バイ・バイ・ベイビー"Bye Bye Baby
  - 『噂のベイ・シティ・ローラーズ』に収録
5. 恋をちょっぴり  "Give A Little Love"
  - 『青春のアイドル』に収録
6. マネー・ハニー "Money Honey"
  - イギリス盤の『青春のアイドル』に収録（日本盤には未収録）
7. ロックン・ロール・ハネムーン "Rock And Roll Honeymoon"
  - 『噂のベイ・シティ・ローラーズ』に収録

### Side Two
1. ロックン・ローラー "Rock 'N' Roller"
  - 『青春に捧げるメロディー』に収録
2. ロンリー・ナイツ "Lonely Nites"
  - イアン・ミッチェル・バンドのアルバム『青春の誓い (Suddenly You Love Me)』に収録[4]
3. 青春に捧げるメロディー "Dedication"
  - 『青春に捧げるメロディー』に収録
4. 二人だけのデート "I Only Wanna Be With You"
  - 『青春に捧げるメロディー』に収録
5. レッツ・ハヴ・ア・パーティー "Let's Have A Party"
  - パット・マッグリンの曲[5]
6. 恋はファンキー・ミュージック "See The Way You Dance (Funky Music)"
  - パット・マッグリンとスコッティーズのアルバム『パット・デビュー！あの娘はアイドル (Pat McGlynn's Scotties)』に収録[6]
7. 恋のゲーム "It's A Game"
  - 『恋のゲーム』に収録

### Side Three
1. 愛をささやくとき "The Way I Feel Tonight"
  - 『恋のゲーム』に収録
2. 夢の中の恋 "You Made Me Believe In Magic"
  - 『恋のゲーム』に収録
3. 恋のシャンハイ "Shanghai'd In Love"
  - 『青春のアイドル』に収録
4. すてきな君 "You're A Woman"
  - 『青春に捧げるメロディー』に収録
5. シンキング・オヴ・ユー "Thinking Of You"
  - レスリー・マッコーエンのアルバム『美しき挑戦 (All Washed Up)』に収録[7]
6. ローラーズ・ジグ "Jig"
  - 『ザ・ヒーロー』に収録
7. 恋の長距離電話 "Long Distance Love"
  - レスリー・マッコーエンのアルバム『美しき挑戦』に収録[7]
8. 恋するラジオ "Turn On The Radio"
  - 『エレベーター』に収録

### Side Four
1. ノー・ダウト・アバウト・イット "No Doubt About It"
  - 『リコシェ』に収録
2. アンダーグラウンド "Underground"
  - レスリー・マッコーエンのアルバム『栄光の凱旋 (Heart Control)』に収録[8]
3. アイ・リメンバー "I Remember"
  - スチュアート・"ウッディ"・ウッドとダンカン・フォールが1981年に結成したバンド、カルーのアルバム『カルー・デビュー (CUTS)』に収録[9]
4. 恋のアクション "Piece Of The Action"
  - シングル曲。オリジナル・アルバムには未収録[10]
5. ロックン・ロール・ラヴ・レター "Rock And Roll Love Letter"
  - シングル曲。オリジナル・アルバムには未収録
6. ハートで歌おう "Don't Let The Music Die"
  - 『恋のゲーム』に収録
7. サタデイ・ナイト "Saturday Night"
  - 『青春のアイドル』に収録

## パーソネル

### ベイ・シティ・ローラーズ
- レスリー・マッコーエン – ボーカル
- エリック・フォークナー – ギター、ボーカル
- アラン・ロングミュアー – ギター、ベース、キーボード
- デレク・ロングミュアー – ドラム、パーカッション
- スチュアート・"ウッディ"・ウッド – ベース、ボーカル
- パット・マッグリン – ギター、ボーカル
- イアン・ミッチェル – ギター、ボーカル

### バックアップボーカリスト
- にいはらかつこ（漢字不明）
- なかじまりえ（同）
- すずきゆきこ（同）